# 黑名單工作室
黑名單工作室是一個已解散的台灣音樂組合，由阿電與阿草改名而來，團員包括王明輝、陳明瑜、陳明章、Keith Stuart（司徒松）、陳主惠、許景淳、林美璊、胡德夫、林暐哲、葉樹茵。他們在1989年推出了第一張專輯：台語流行音樂專輯《抓狂歌》。
《抓狂歌》被視為新台語歌運動的起點，這張專輯標明「臺語文化自覺意識甦醒、臺語文化再造」。《抓狂歌》的記錄中指出了這組合在台灣音樂發展史上扮演角色的重要性。他們認為，台灣的音樂應該反思當時年輕一代需要「正確地」看待他們與母語之間的關係。他們的歌有異於先前的作品，他們想去用直接、真實的方法去呈現第二次世界大戰後的台灣社會變遷。
《抓狂歌》收錄歌曲類型包括了台灣民謠、饒舌以及搖滾。其中有一首歌有中華民國國歌的片段，另一首有街道的環境聲音。大部份的歌都是個故事，有時是詼諧或諷刺的市民對話。
2012年榮獲第3屆金音創作獎傑出貢獻獎。
2019年第30屆金曲獎頒獎典禮，流行音樂類特別貢獻獎頒給黑名單工作室，受獎人王明輝、陳主惠、司徒松拉起布條「我在亞洲，我反美帝」公開反對美帝國主義。評審團主席陳珊妮解釋黑名單工作室得獎理由：「他們的歌曲類型，包含台灣民謠、饒舌及搖滾等，特別是他們的《抓狂歌》專輯，這三十年對台灣母語音樂、樂團形式都是先鋒。這團也與金曲誕生同一年，影響今年入圍和所有音樂人至今，所以他們值得這個獎項。」

## 專輯

### 抓狂歌(1989)
以下官方名稱由時稱滾石有聲出版社的滾石唱片提供
1. 台北帝國 Imperial Taipei
2. 抓狂 Mad
3. 傷心無話 Too Sad to Speak
4. 阿爸的話 Papa's Words
5. 慶端陽 Dragon Festival Celebration
6. 計程車 Taxi
7. 民主阿草 A Democracy Bumpkin
8. 新莊街 Shin-chuang Street
9. 播種 Sow a Seed

### 搖籃曲 (1996年1月1日)
1. 宇宙大烏鴉(英)
2. 搖籃曲
3. 不不歌
4. 一坪六萬塊(演奏)
5. 無言書
6. 愛台灣
7. 生命之輕
8. 不是如此(演奏)
9. Bum Boy
10. Something Wonderful(英)
11. 某人(演奏)
12. 醉
13. 淡水河
14. Off Urban Life(演奏)
15. 新聞時間(英)
16. Goodnight